# Gory Poljarnikov
Die Gory Poljarnikov (englische Transkription von russisch Горы Полярников Gory Poljarnikow) sind eine Gruppe aus Nunatakkern im Mac-Robertson-Land. Sie ragen 5 km südöstlich des Mount Kirkby in der Porthos Range der Prince Charles Mountains auf. 
Russische Wissenschaftler benannten sie. Der weitere Benennungshintergrund ist nicht überliefert.